# Elezioni presidenziali in Burundi del 2010
Le elezioni presidenziali in Burundi del 2010 si tennero il 28 giugno.
La consultazione avvenne in forma plebiscitaria: il corpo elettorale fu chiamato ad esprimersi in ordine alla rielezione del presidente uscente Pierre Nkurunziza, esponente del Consiglio Nazionale per la Difesa della Democrazia - Forze per la Difesa della Democrazia.

## Risultati
| A favore        | 2 479 483 | 91,62 |  |  |  |  |  |  |
| Contro          | 226 919   | 8,38  |  |  |  |  |  |  |
| Totale          | 2 706 402 | 100   |  |  |  |  |  |  |
|                 |           |       |  |  |  |  |  |  |
| Voti non validi | 29 156    | 1,07  |  |  |  |  |  |  |
| Votanti         | 2 735 558 | 76,98 |  |  |  |  |  |  |
| Elettori        | 3 553 372 |       |  |  |  |  |  |  |